# Mohelno
Mohelno är en köping i Tjeckien.   Den ligger i regionen Vysočina, i den sydöstra delen av landet, 170 km sydost om huvudstaden Prag. Mohelno ligger 348 meter över havet och antalet invånare är 1 424.
Terrängen runt Mohelno är huvudsakligen platt, men åt nordost är den kuperad.Runt Mohelno är det ganska tätbefolkat, med 80 invånare per kvadratkilometer. Närmaste större samhälle är Náměšť nad Oslavou, 10,6 km norr om Mohelno. Trakten runt Mohelno består till största delen av jordbruksmark.